# Senecio brachylobus
Senecio brachylobus là một loài thực vật có hoa trong họ Cúc. Loài này được Phil. miêu tả khoa học đầu tiên.